# مارسيلو نوفا
مارسيلو نوفا (بالبرتغالية: Marcelo Nova‏) هو ملحن ومغني برازيلي، ولد في 16 أغسطس 1951 في سالفادور في البرازيل.

## وصلات خارجية
- مارسيلو نوفا على موقع IMDb (الإنجليزية)
- مارسيلو نوفا على موقع ميوزك برينز (الإنجليزية)
- مارسيلو نوفا على موقع ديسكوغز (الإنجليزية)
- مارسيلو نوفا على موقع قاعدة بيانات الفيلم (الإنجليزية)